# Пустоселье (Докшицкий район)
Пустоселье — деревня в Березинском сельсовете Докшицкого района Витебской области Белоруссии.

## История
Упоминается в 1879 году в церковных документах при перечислении населенных пунктов Березинской волости и Борисовского повета.
В начале XX века 41 двор, 248 жителей. В 1908 году открыто народное училище. В 1914 году построено школьное здание.
После Октябрьской революции на базе народного училища образована советская начальная школа, в которой с 1923 года учителем работала Дарья Демидович и в 1924 году учила 53 мальчика и 12 девочек. С 1930-х годов колхоз «Герой туда», работала кузня.
Перед Великой Отечественной войной 54 двора, 220 жителей. В июле 1943 года немецко-фашистские оккупанты сожгли деревню и убили 13 жителей. Восстановлена после войны. 17 января 1944 гола партизаны Борисовско-Бегомльской партизанской зоны разгромили гитлеровский гарнизон в Пустоселье.

## Население
По итогам переписи 2019 года — 13 жителей.

## Достопримечательности
В 1969 году установлен обелиск в память о 78 земляках, которые погибли в годы Великой Отечественной войны.